# Heterodermia leucomela
Heterodermia leucomela är en lavart som först beskrevs av L., och fick sitt nu gällande namn av Poelt. Heterodermia leucomela ingår i släktet Heterodermia och familjen Physciaceae.

## Underarter
Arten delas in i följande underarter:
- boryi
- leucomela